# O.P.KING
O.P.KING（オー・ピー・キング）は、2003年の夏限定で活動が行われた日本のロックバンド。メンバーはYO-KING（真心ブラザーズ）、奥田民生、大木温之（The ピーズ）、佐藤シンイチロウ（the pillows）の4人によって構成される。

## 概要・来歴
O.P.KINGというバンド名は、「OKUDA（奥田）・PILLOWSおよびPEES（ピーズ）・YO-KING」から構想されたもの。
2003年3月に行われたライブイベントへの出演のために結成。当初は一夜限りの予定であったが、反響がメンバーの想像を超越するものであったため、年内の夏限定で本格的な活動を行うこととなった。
2003年7月にミニアルバム『O.P.KING』をリリース。それを引っ提げ、ROCK IN JAPAN FESTIVALなどのロック・フェスティバルに幾つか出演。経て、同年9月22日には最初で最後のワンマンライブを敢行、同時に活動を停止させた。また、このライブでの模様はDVD『END OF SUMMER』にて鑑賞することが可能である。
再結成はアナウンスされていないが、2008年の日本テレビ開局55年のキャンペーン「日テレ55」にてチャック・ベリーの「ジョニー・B.グッド」の替え歌を披露している。

## メンバー
YO-KING（ヨー キング）
ギター・ボーカル担当。真心ブラザーズのメンバー。
奥田民生（おくだ たみお）
ギター・ボーカル担当。ユニコーンのメンバー。
大木温之（おおき はるゆき）
ベース・ボーカル担当。The ピーズのメンバー。
佐藤シンイチロウ（さとう シンイチロウ）
ドラムス・ボーカル担当。the pillowsのメンバー。

## 作品

### アルバム
- O.P.KING （2003年7月30日）

#### 参加アルバム
- ええねん （2003年12月10日、TOCT 25251）
  - ウルフルズのアルバム。「Sleep John B」にYO-KING、奥田、大木がコーラスで参加。

### DVD
- END OF SUMMER （2003年12月17日）